# 何文田街
何文田街（英語：Ho Man Tin Street）是香港九龍九龍城區何文田的一條街道，北起窩打老道，南接何文田山道，全長不到三百米，兩旁多為單幢住宅，樓齡大多已逾40年。何文田街和何文田山道是九龍區傳統老牌豪宅區。

## 大廈／物業
| 地址             | 大廈                                  |
| 何文田街1號      | 名人花園 (Celebrity Garden)           |
| 何文田街11-11A號 | 嘉田大廈 (Gartin Court)               |
| 何文田街21C號    | 何文田大廈 (Ho Man Tin Mansion)       |
| 何文田街23-27號  | 嘉景花園大廈 (Gallant Garden Mansion) |
| 何文田街37-47號  | 康園 (The Hong Garden)                |
| 何文田街6號      | 文園 (Man Yuen)                       |
| 何文田街8號      | 龍文大廈 (Lung Man Building)          |
| 何文田街18-20號  | 文安大廈 (Menon Mansion)              |
| 何文田街26-28號  | 文庭 (The Mandarina)                  |
| 何文田街30-32號  | 瑞麟閣 (Sharon Court)                 |
| 何文田街34-36號  | 文翠閣 (Mansion Court)                |
| 何文田街38-40號  | 文裕閣 (Man Yue Court)                |
| 何文田街42-50號  | 文釆閣 (Manchester Court)             |
| 何文田街52-56號  | 浩文苑 (Homan Villa)                  |
| 何文田街58-60號  | 文寶閣 (Wen Po Mansion)               |

## 參看
1. ↑  何文田街單幢盤為主戶型多 （页面存档备份，存于）,東方日報
2. ↑  .   [2011-02-06]. （原始内容存档于2019-07-22）.